# Millepora striata
Millepora striata är en nässeldjursart som beskrevs av Duchassaing och Jean-Louis Hardouin Michelin 1864. Millepora striata ingår i släktet Millepora och familjen Milleporidae. IUCN kategoriserar arten globalt som starkt hotad. Inga underarter finns listade i Catalogue of Life.